# Thermoresponsief polymeer

Voorstelling van het thermoresponsief gedrag van een polymeer met een LCST. Links: Beneden die temperatuur; rechts: boven die temperatuur. In de onderste figuren is het polymeer aan een oppervlak vastgehecht.

Schematische voorstelling van weefselkweek op een oppervlak bekleed met een thermoresponsief polymeer met een LCST. Door een kleine temperatuursverlaging tot beneden de LCST gaan de polymeerketens elkaar afstoten en komen de cellen van de plaat los.

Een thermoresponsief polymeer is een stimulus-responsief polymeer, waarbij temperatuur de stimulus is. Stimulus-responsieve polymeren zijn polymeren waarvan de structuur en de eigenschappen een snelle en reversibele verandering ondergaan onder invloed van een externe chemische of fysische stimulus. Men noemt ze ook "slimme" polymeren.
Thermoresponsieve polymeren zijn amfifiel: ze hebben zowel hydrofobe als hydrofiele groepen in de moleculaire structuur. Hydrofobe groepen zijn bijvoorbeeld aminozuuresters, hydrofiele groepen poly(ethyleenglycol)groepen. Deze polymeren ondergaan in een oplossing bij een welbepaalde temperatuur een plotse verandering van een hydrofiele naar een hydrofobe toestand. Dit wil zeggen dat ze dan uit de oplossing neerslaan. Een hydrogel van zo een polymeer ondergaat dan plots een grote volumeverkleining.
Tot de thermoresponsieve polymeren behoren polyacrylamides uit de familie van poly(N-gesubstitueerde acrylamides), waaronder poly(N-isopropylacrylamide) of PNIPAM, alsook driedimensionele macroscopische of microscopische netwerken daarvan (hydrogels respectievelijk microgels of nanogels genoemd). Dergelijke polymeren hebben een kritische oplossingstemperatuur, ook "cloud point" genoemd. Wanneer het polymeer onder een bepaalde temperatuur in oplossing is en erboven uit de oplossing neerslaat, spreekt men van een onderste kritische oplossingstemperatuur of LCST (lower critical solution temperature). Wanneer het polymeer boven een bepaalde temperatuur in oplossing is en eronder neerslaat, spreekt men van een bovenste kritische oplossingstemperatuur of UCST (upper critical solution temperature). Sommige polymeren hebben enkel een LCST of een UCST, andere hebben zowel een LCST als een UCST.
Thermoresponsieve polymeren in water zijn vooral interessant voor hun mogelijke toepassingen in de geneeskunde en biotechnologie, zoals voor het toedienen van geneesmiddelen en bij weefselkweek. Voor geneeskundige toepassingen is het vooral interessant wanneer de kritische oplossingtemperatuur dicht bij de lichaamstemperatuur ligt. 